# Cinnamomum tenuipile
Cinnamomum tenuipile Kosterm. – gatunek rośliny z rodziny wawrzynowatych (Lauraceae Juss.). Występuje naturalnie w południowych Chinach – w południowej i zachodniej części Junnanu. 

## Morfologia
PokrójZimozielone drzewo dorastające do 16 m wysokości. Kora ma szarawą barwę. Gałęzie są nagie, mniej lub bardziej szorstkie.
LiścieNaprzemianległe. Mają kształt od odwrotnie jajowatego do eliptycznego. Mierzą 7,5–13,5 cm długości oraz 4,5–7 cm szerokości. Są nagie. Nasada liścia jest klinowa. Blaszka liściowa jest o krótko spiczastym wierzchołku. Ogonek liściowy jest omszony i dorasta do 10–15 mm długości.
KwiatySą niepozorne, obupłciowe, zebrane po 12–20 w rozgałęzione wiechy o owłosionych i szarawych osiach, rozwijają się w kątach pędów lub prawie na ich szczytach. Kwiatostany dorastają do 5–9 cm długości, podczas gdy pojedyncze kwiaty mają długość 3 mm. Są owłosione i mają żółtawą barwę.
OwoceMają prawie kulisty kształt, osiągają 15 mm średnicy, mają czerwonopurpurową barwę.

## Biologia i ekologia
Rośnie w lasach oraz zaroślach. Występuje na wysokości od 600 do 2100 m n.p.m. Kwitnie od lutego do kwietnia, natomiast owoce dojrzewają od czerwca do października.